# البطولة الكندية 2015
البطولة الكندية لكرة القدم 2015 (بالإنجليزية: 2015 Canadian Championship)‏ هو الموسم 8 من البطولة الكندية لكرة القدم. أقيم خلال الفترة 22 أبريل 2015 وحتى 26 أغسطس 2015، وأشرف على تنظيمه اتحاد كندا لكرة القدم، وكان عدد الأندية المشاركة فيه 5، وفاز فيه فانكوفر وايتكابس.